# Nowhere Studios
Nowhere Studios — турецька приватна компанія, розробник відеоігор, базується в Стамбулі. Monochroma, яка наразі є єдиною грою випущеною Nowhere Studios, через свій монохромний стиль схожа на гру Limbo, була розроблена впродовж 2011—2014 років. Monochroma доступна в Steam та для Xbox One.
З точки зору ігрового дизайну Monochroma має унікальний підхід до розповіді сюжету, без тексту та усної розповіді. Історія переносить в кінець альтернативних 50-х, де злий капіталіст править містом.

## Ігри
Circadian City — це симулятор життя/рольова гра, де ви керуєте цілими 24 годинами персонажа, включаючи сни.